# Bijzondere Bijstands Eenheid
Bijzondere Bijstands Eenhid (Unità Speciali di assistenza in italiano), abbreviato in BBE, è un termine per indicare la task force olandese che si occupa di terrorismo. Tutte le unità BBE dal 1º gennaio 2006 sono state incorporate nel Servizio di Intervento Speciale.

## Storia

### Marines, polizia e forze armate
Nei primi anni settanta, diversi attentati terroristici, in particolare la crisi degli ostaggi alle Olimpiadi del 1972 a Monaco di Baviera, hanno spinto alla creazione di tre unità speciali: BBE Marines, BBE Polizia e BBE Militare. L'unità BBE Marines era addestrata come unità di combattimento.
BBE Militari e BBE Polizia erano stati istituiti come tiratori; il loro compito principale era quello di sostenere le squadre di Marines in caso di attacco o aggressione.
Sin dalla sua istituzione, il BBE è stato utilizzato molte volte: da un dirottamento di un treno nella regione di Molucche fino ad occuparsi della protezione del Benelux dopo gli attentati dell'11 settembre 2001.

### Unità di intervento rapido
A partire dal 1º settembre 2004, è stato istituito il BBE-SIE, un'unità di intervento rapido utilizzata per operazioni anti-terrorismo o per la cattura di pericolosi latitanti. Il BBE-SIE è composto da agenti dai diversi dipartimenti del BBE. Il reparto era in origine temporaneo, ma è diventato permanente a causa del rischio di attentati terroristici.